# Хаджич, Анел
А́нел Ха́джич (босн. Anel Hadžić, родился 16 августа 1989, Велика-Кладуша) — боснийский и австрийский футболист, игравший на позиции полузащитника. Выступал за сборную Боснии и Герцеговины.

## Биография

### Клубная карьера
В 1999 году Анел был зачислен в академию клуба «Андорф» в рамках программы обучения молодых футболистов, утверждённой клубом «Рид». В 2003 году перешёл в академию Запада Верхней Австрии, где получил своё футбольное образование, совмещая его и с обучением в обычной школе. В 2007 году подписал профессиональный контракт с «Ридом», дебютировав 29 сентября 2007 в 13-м туре в матче против «Аустрия Кернтен», заменив на 90-й минуте Петера Хакмайра.
В сезоне 2007/08 Анел выступал за «Вельс» (фарм-клуб «Рида») в Региональной лиге «Центр», в сезоне 2008/09 в «Риде» стал основным игроком центра защиты и полузащиты. В 46-й игре Австрийской Бундеслиги 25 октября 2009 Хаджич забил свой первый гол в ворота команды «Ред Булл» (1:1), в сезоне 2010/11 выиграл Кубок Австрии. С 2013 года выступал за «Штурм» из Граца.

### Карьера в сборной
9 сентября 2009 Хаджич провёл матч за молодёжную сборную Австрии против Албании, выйдя на замену на 88-й минуте вместо Андреаса Ваймана. В июле 2010 года он заявил, что будет выступать за сборную Боснии и Герцеговины. 5 марта 2014 дебютировал за сборную в матче против Египта, а в июне был включён Сафетом Сушичем в заявку на чемпионат мира.